# Варни, Люк
Люк Варни (англ. Luke Varney; 28 сентября 1982, Лестер) — английский футболист, нападающий.

## Ранние годы
Люк Варни родился в Лестере, но в футбольной школе единственного профессионального клуба в городе так и не занимался. Начал свою карьеру в команде «Кворн», который в те годы (собственно, как и сейчас) играл в 9-10 дивизионах английской футбольной пирамиды. Отметим тот факт, что Люк во время игр за этот полулюбительский клуб работал на заводе в отделе контроля качества продукции. Люк отыграл за «Кворн» 3 года, прежде чем его заметил ассистент главного тренера «Крю» Нил Бейкер. В итоге Варни переходит в «Кру Александра» в 2003 году за сумму в 50 тысяч фунтов.
За «Крю Александра» Варни заиграл не сразу (в первом сезоне провел только 8 матчей за клуб), но в четвёртом матче из этих восьми впервые забил на профессиональном уровне. Уже в следующем сезоне, 2004/05 годов Люк Варни становится полноценным игроком основы и играет за «Крю» вплоть до лета 2007 года. За все это время Варни отыграл за клуб из Лиги 1 108 матчей и забил 35 мячей.
Летом 2007 года Варни переходит в «Чарльтон Атлетик» за неплохую по тем временам сумму в 2,5 миллиона фунтов. Естественно, игрока с такой суммой покупки просто не могли оставить «просиживать штаны» на скамейке запасных — нападающий сразу принялся играть в основе. Впрочем, если с игровой практикой все было нормально (61 матч), то с голами дело шло не так гладко (10 мячей). В ноябре 2008 года, чуть больше чем через год после перехода Варни в «Чарльтон Атлетик», его отдают в аренду в клуб «Дерби Каунти» с правом выкупа в январе 2009 года за 1 миллион фунтов. Этим правом «бараны» и воспользовались.
В сезоне 2010/11 годов нападающий отыграл полноценный сезон за команду Английской Премьер-лиги — «Блэкпул». Впрочем, «мандариновые» вылетели из элиты. Однако Люк провел довольно неплохой сезона, отличившись 5 голами в высшем английском первенстве в 30 матчах команды. Отметим также, что последние 18 матчей из этих 30 Люк не забивал и был продан в «Портсмут» за 750 тысяч фунтов (приличную сумму для клуба с финансовыми проблемами). За «помпи» нападающий провёл довольно-таки ровный сезон, правда особо звёзд с неба не хватая.
23 июля 2012 года Люк Варни подписал двухлетний контракт с «Лидс Юнайтед». Комментируя это подписание, тогдашний менеджер «павлинов» Нил Уорнок сообщил: «Я следил за Люком семь лет, но его никак не удавалось подписать. Он — довольно непредсказуемый нападающий, но я ожидаю, что он забьет 8-10 голов в этом сезоне.». В сезоне 2012/13 нападающий провёл в общей сложности за «Лидс» 34 матча с учётом всех турниров, забил 4 гола и отдал 2 результативные передачи.
1 июля 2014 перешёл в клуб «Блэкберн Роверс», подписав однолетний контракт.